# Соболь, Наум Лазаревич
Наум Лазаревич Соболь (1891, Тульчин, Подольская губерния — сентябрь 1967, Москва) — советский партийный и профсоюзный деятель. 

## Биография
По профессии шофёр-механик. Член РСДРП с 1906 ода. В 1912—1917 годах в эмиграции. Во время Гражданской войны — на подпольной партийной работе в Одессе.
В 1919—1920 годах секретарь районного комитета КП(б) Украины в Одессе.
Окончил Промышленную академию.
1927 — май 1928 ответственный секретарь Зиновьевского окружного комитета КП(б) Украины.
Затем — на руководящей профсоюзной работе. 1931 — 10.1934 председатель ЦК профсоюза рабочих автотракторной и авиационной промышленности. 10.1934 — 9.1937 первый председатель ЦК профсоюза рабочих авиационной промышленности. Член Президиума ВЦСПС.
Делегат 15 партконференции, 15 и 17 съездов ВКП(б). С 29.11.1927 по 5.6.1930 член ЦК КП(б) Украины.
С 1954 г. персональный пенсионер. Умер в сентябре 1967, похоронен на Новодевичьем кладбище.